# Живко Живков (офицер)
Живко Христов Живков е български офицер, главен комисар (генерал-майор).

## Биография
Роден е на 26 май 1960 г. в София. През 1983 г. завършва Висшето народно военно училище във Велико Търново. Впоследствие влиза в системата на МВР, където става командир на взвод, а по-късно и на рота. През 1995 г. завършва Военната академия в София. Тогава става командир на подразделение Национална служба „Жандармерия“. От 1997 г. е главен инспектор в сектор „Подготовка“ на Жандармерийското съединение. През 1999 г. става експерт във Висшия институт за подготовка на офицери и научноизследователска дейност. На 24 юли 2000 г. е назначен за директор на Национална служба „Жандармерия“ на Министерството на вътрешните работи. На 25 юни 2002 г. е удостоен със звание генерал-майор от МВР. От 2008 г. е директор на Главна дирекция „Охранителна полиция“.

## Военни звания
- Лейтенант (1983)
- Генерал-майор от МВР (25 юни 2002), преименуван на главен комисар